# 有線電気通信法
有線電気通信法（ゆうせんでんきつうしんほう、昭和28年7月31日法律第96号）は、日本における有線電気通信設備の設置や使用を規律に関する法律である。

## 概要
有線電気通信設備を設置しようとする者は、設置の工事の開始の日の2週間前まで（工事を要しないときは、設置の日から2週間以内）に、この法律に基づき、総務大臣に届け出なければならない（法第3条第1項）。
ただし、事業用電気通信設備、同一構内または同一建物内に設置するもの、警察事務、消防事務、水防事務、航空保安事務、海上保安事務、気象業務、鉄道事業、軌道事業、電気事業、鉱業の業務を行う者が設置するものなど、一定の設備については届け出を要しない（法第3条第4項）。
文言の定義について、政令である有線電気通信設備令においてもなされており、この中で光ファイバも電線に含まれる内容の定めが行われている。
有線電気通信を利用して得た秘密には守秘義務があり（法第9条）、違反した場合は罰則規定が設けられている（法第14条）。